# Lien social (sociologie)
Pour les articles homonymes, voir Lien.

Anneaux Borroméens. Image d'un manuscrit du XIIIe siècle.

La notion de lien social signifie en sociologie française l'ensemble des appartenances, des affiliations, des relations qui unissent les gens ou les groupes sociaux entre eux. Le lien social représente la force qui lie entre eux les membres d'une communauté sociale, d'une association, d'un milieu social.
Étudiée dans la philosophie politique classique, Du contrat social de Rousseau par exemple, et dans la première sociologie (Weber, Durkheim ou Tönnies), la notion de lien social a été puissamment réinvestie à partir des années 1980, par la sociologie et sur la scène médiatique, en effaçant les thèmes prégnants des années 1970 tels que la domination ou la conflictualité. Un discours émerge alors qui pose comme impératif de lutter contre la « crise » de ce lien, de favoriser la « réinsertion » de populations « exclues » ou mal « intégrées ».
La difficulté d'utilisation de la notion vient d'abord de son sens à la fois descriptif (les variétés observables de cette force de liaison) et normatif (une unité qu'il faudrait préserver). Elle vient ensuite de ce que, employée au singulier, elle tend à identifier la qualité des rapports sociaux des individus et des groupes dans leur participation à une unité supérieure (la nation, le peuple), écartant ainsi a priori la richesse des relations qui s'établissent dans les marges, contre les manifestations de cette unité, qu'elles soient institutionnelles ou culturelles.

## Relation anthropologique
Philippe Descola distingue six « modes de relation », « formes de l'attachement », « relations dont tout semble indiquer qu'elles jouent un rôle prépondérant dans les rapports que les humains nouent entre eux et avec leur environnement non-humain » : « l'échange, la prédation, le don, la production, la protection et la transmission. Ces modes de relation peuvent être répartis en deux groupes, le premier caractérisant des relations potentiellement réversibles envers des termes qui se ressemblent, le second des relations univoques fondées sur la connexité entre des termes non équivalents. L'échange, la prédation et le don relèvent du premier groupe, la production, la protection et la transmission du second ».

## Force et fragilité du lien social
Si, du point de vue englobant de la société entière, on considère comme un bien la cohésion de ses divers éléments, alors le lien social peut devenir objet de préoccupations politique ou moral.
Certains facteurs tels que les inégalités sociales ou encore la vie au sein d'un régime totalitaire entraîneraient la dégradation de la qualité et de l'intensité du lien social[réf. nécessaire]. Plusieurs changements contemporains peuvent aussi être l'expression ou la conséquence d'un affaiblissement de la densité du lien social, comme l'accroissement des divorces, l'individualisation croissante, les émeutes et la délinquance[réf. nécessaire]. Une analyse d'ensemble a été consacrée à l'érosion du lien social dans les pays économiquement avancés par The International Scope Review[réf. nécessaire].
Le lien social est menacé par une certaine conception d'Internet, qui tend à dispenser les hommes de toute communication directe. Le lien social ne serait plus fondé que sur la séparation des corps et la collectivisation des consciences.  Philippe Breton y voit l'influence de l'héritage de Teilhard de Chardin.
« L’homme et la femme du monde post-moderne courent le risque permanent de devenir profondément individualistes, et beaucoup de problèmes sociaux sont liés à la vision égoïste actuelle axée sur l’immédiateté, aux crises des liens familiaux et sociaux, aux difficultés de la reconnaissance de l’autre » dixit le Pape François. 
Une « crise du lien social » se manifeste par une diminution de la cohésion sociale, la fragmentation des relations humaines, la désolidarisation d'une société et un accroissement marqué de la solitude.
Face à cette problématique, différentes réponses et initiatives ont émergé pour tenter de restaurer, renforcer et reconstruire ce lien. Les politiques de cohésions sociales, la participation citoyenne, le développement des réseaux sociaux et communautaires, l'éducation populaire et le bénévolat associatif sont autant de leviers pour rétablir des liens sociaux solides et durables.

## Indicateurs
Certains indicateurs statistiques peuvent être utilisés pour comprendre l'évolution des liens :
- familiaux : formation et dissolution des couples, taille de la famille, situations géographiques, etc.
- associatifs : créations/disparitions, nombre d'adhérents ;
- religieux : pratiques religieuses anciennes et nouvelles ;
- professionnels : nombre d'emplois précaires et de personnes au chômage ;
- délictueux : évolution de la délinquance et de la criminalité, etc.